# Государев, Александр Викторович
Александр Викторович Государев (род. 21 апреля 2005, Новокузнецк, Кемеровская область) — российский хоккеист, нападающий.

## Биография
Воспитанник новокузнецкого «Металлурга». В сезоне 2022/23 дебютировал в команде МХЛ «Кузнецкие медведи». В конце ноября 2023 года был обменян в тольяттинскую «Ладу» и стал играть в МХЛ за «Ладью». 17 октября 2024 года в гостевом матче «Лады» против «Адмирала» (6:1) дебютировал в КХЛ. 9 января 2025 года забросил первую шайбу в КХЛ, отметившись победным голом в ворота «Барыса» (1:0).